# Alfredo Sampaio Filho
Alfredo Sampaio Filho, mais conhecido como Alfredinho ou Alfredinho Lambreta (Cascavel, 7 de fevereiro de 1927 — Ribeirão Preto, 4 de abril de 2017) foi um futebolista e treinador de futebol brasileiro que atuava como ponta-direita.
Conhecido por suas declarações polêmicas e ganhou o apelido de "Bruxo" por suas conquistas como técnico nos anos 60 e 70.

## Carreira

### Jogador
Começando a carreira de jogador no Ceará.
Em 1952, atuou pelo Palmeiras em 4 partidas.
Vestiu a camisa do Clube Atlético Linense por três temporadas, de 1952 a 1955, sendo um dos heróis do primeiro grande titulo do clube em 1952, ao conquistar o acesso pela primeira vez à elite do futebol paulista.
Contratado junto a Linense, veio para o Santos e sua primeira partida pelo Peixe foi no dia 21 de agosto de 1955, na derrota do Alvinegro para a equipe do Corinthians de Presidente Prudente, em partida amistosa no campo do clube interiorano pelo placar de 2 a 1. Pelo clube, foi bicampeão paulista pelo Alvinegro em 1955 e 56 sem a presença de Pelé na equipe.
Em 1957, atuou na Portuguesa Santista.
Em maio de 1958, foi emprestado ao Grêmio, estreando em 6 de julho, no empate em 1x1 com o Renner, válido pelo Campeonato Citadino. Permaneceu até fevereiro do ano seguinte, conquistando o Campeonato Citadino.  Pelo clube fez 12 jogos e 3 gols.
Retornou ao Santos, onde disputou partidas até 1959. Pelo Santos, jogou 121 jogos e marcou 32 gols.
Encerrou sua carreira jogando pelo Comercial de Ribeirão Preto no início dos anos 60.

### Treinador
Após encerrar a carreira de jogador profissional, Alfredinho se tornou auxiliar técnico, sendo o auxiliar no Santos que bateu o Milan, no Maracanã, e foi Bicampeão Mundial em 1963. Ele teria dado um comprimido dopante para o polêmico atacante Almir Pernambuquinho, que substituiu Pelé na partida.
Foi técnico da equipe de 1966, considerada a melhor da história do Comercial. No ano seguinte, dirigiu o Guarani.
No Botafogo, foi responsável por lançar o meia Sócrates no time profissional do Tricolor, em 1974.
Voltou como técnico principal ao Santos, no período de março a junho de 1976, dirigindo em 17 partidas tendo vencido 5, empatado 5 e perdido 7.
Em 1978, passou pelo Noroeste.
Em 1982, dirigiu a Francana.
Em 18 oportunidades, salvou equipes do descenso: Quatro vezes pelo Comercial, outras quatro pelo Botafogo e também no Marília, além de outros clubes. No entanto, em 84, não conseguiu impedir a queda do Taquaritinga.
Depois do técnico Zezé Moreira, foi o primeiro a usar gravata.

### Títulos
Linense
- Campeonato Paulista - Segunda Divisão: 1952

Santos
- Campeonato Paulista: 1955[16], 1956

Grêmio
- Campeonato Citadino de Porto Alegre: 1958